# Chrám v Garni
Chrám v Garni (arménsky Գառնու տաճար, Gaṙnu tačar, [ˈgɑrnu ˈtɑtʃɑʁ]) je antická stavba v iónském stylu v arménské vesnici Garni. Jde o jedinou stojící antickou budovu se sloupořadím na území Arménie i bývalého Sovětského svazu. Pravděpodobně ji roku 77 našeho letopočtu vybudoval král Tiridates I. jako chrám slunečního boha Mihira; jiná hypotéza má za to, že šlo o hrobku, a proto unikla ničení pohanských chrámů po pokřesťanštění Arménie. Budova se zřítila 4. června 1679 následkem zemětřesení, v letech 1969 až 1975 byla zrekonstruována.

Garni
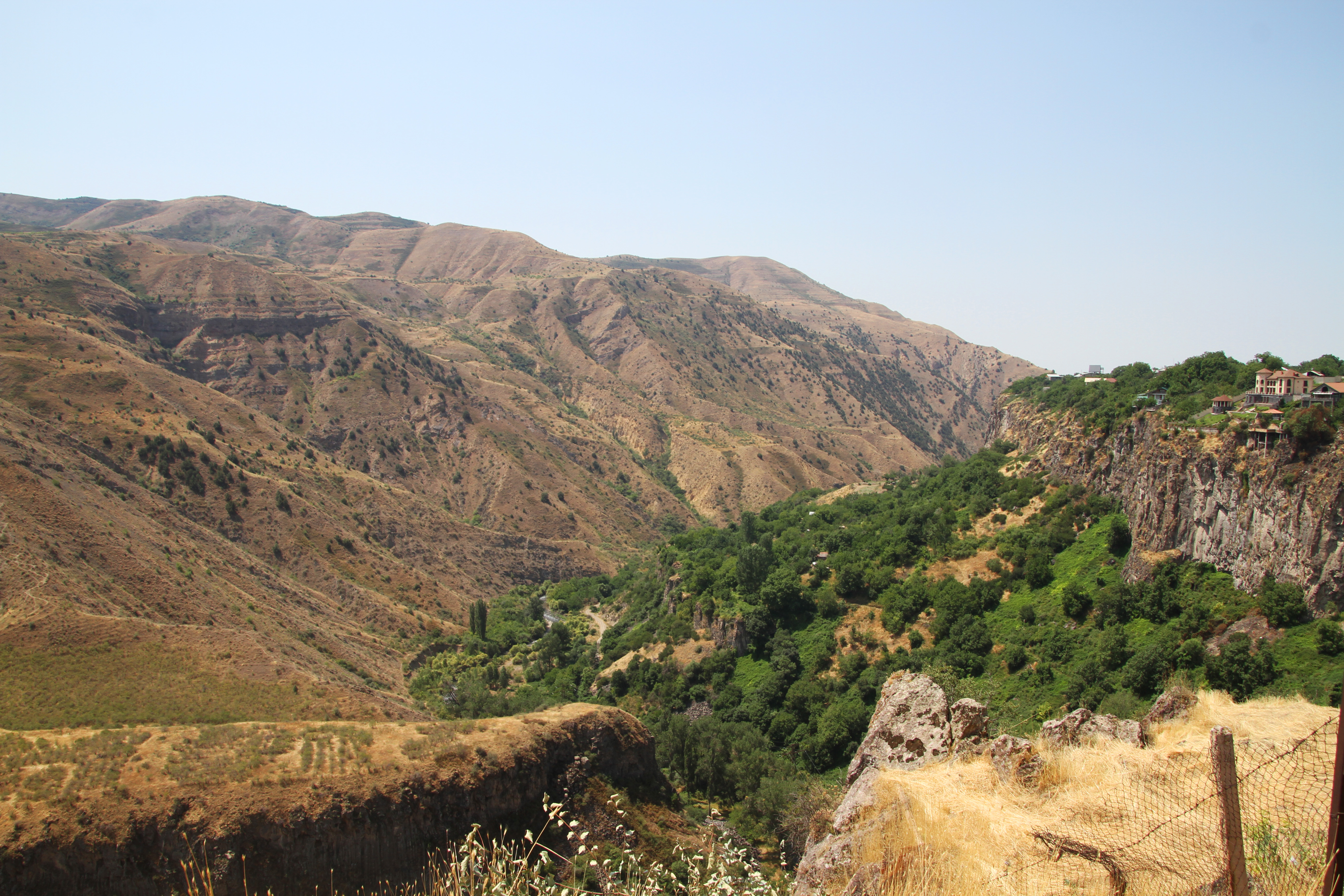
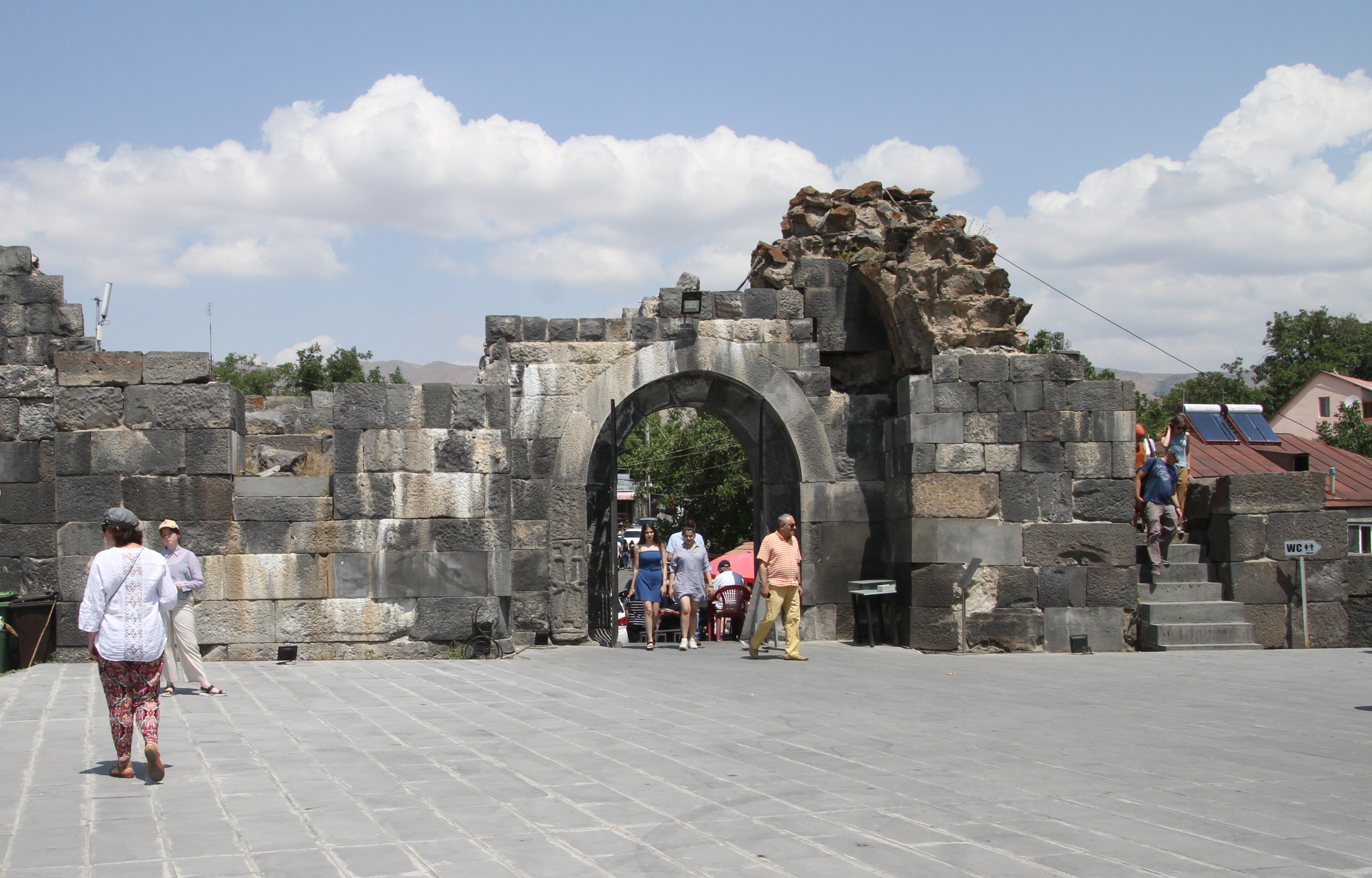
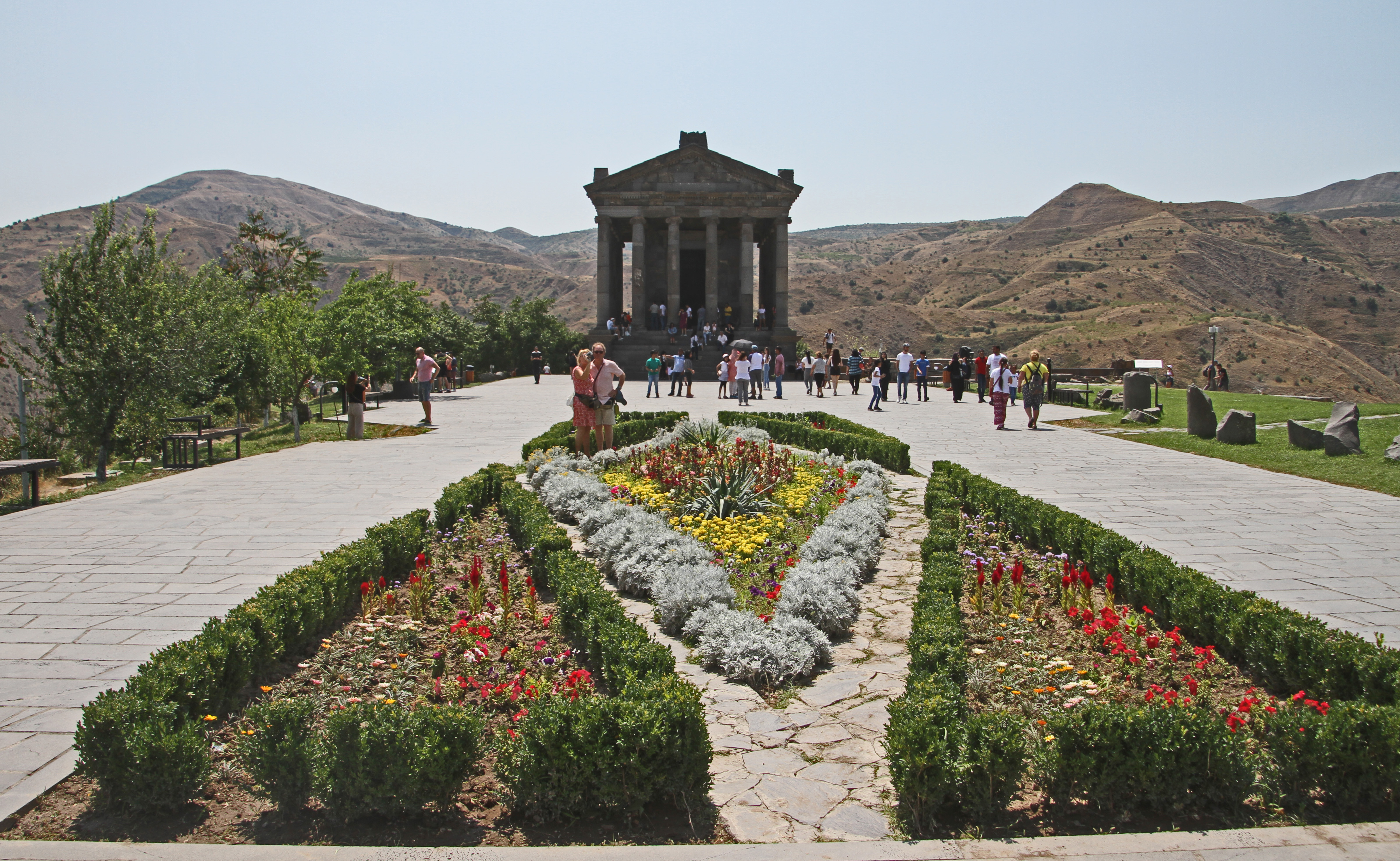
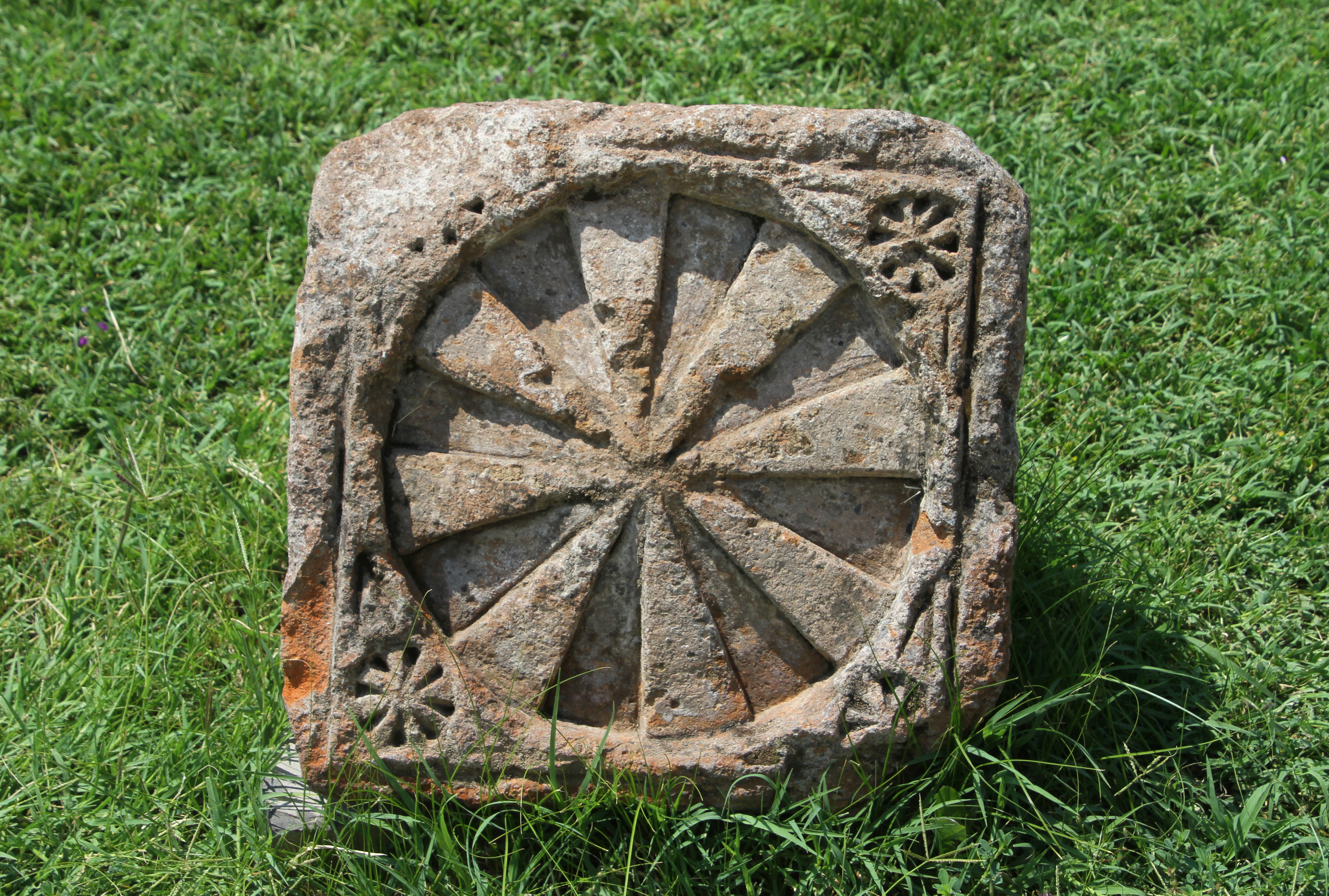